# Chalfont St Peter AFC
Chalfont St Peter Association Football Club is een voetbalclub gevestigd in Chalfont St Peter, Buckinghamshire, Engeland. Ze zijn lid van de Combined Counties League  en spelen op Mill Meadow.

## Geschiedenis
De club werd opgericht in 1926 en speelde aanvankelijk in lokale competities. In 1948 sloten ze zich aan bij Division Two van de Great Western Combination en werden tweede in hun eerste seizoen, wat hen promotie naar de eerste divisie opleverde. Ze werden tweede in de eerste divisie in 1955-1956, maar verlieten de competitie aan het einde van het seizoen 1957-1958 om zich aan te sluiten bij de Parthenon League, waar Chalfont National ook speelde. Twee seizoenen later vertrok de club om zich aan te sluiten bij de London League.
In 1962 sloot Chalfont St Peter zich aan bij de Spartan League. Toen de club in 1975 fuseerde met de Metropolitan-London League om de London Spartan League te vormen, werd de club ingedeeld in de tweede divisie. Nadat de club in 1975-76 de tweede divisie had gewonnen, stapte de club over naar de tweede divisie van de Atheense Liga, hoewel de competitie aan het einde van het seizoen 1976-77 werd teruggebracht tot één enkele divisie. Ze wonnen de League Cup in 1976-77 en 1982-83, en werden tweede in de Athenian League in 1983-84. De competitie werd echter aan het einde van het seizoen opgeheven en de club sloot zich aan bij Division Two North van de Isthmian League. In 1986 werden ze overgeplaatst naar Division One South en werden ze kampioen van de divisie in 1987-88, waardoor ze promotie maakten naar Division One.
Chalfont St Peter bleef in Divisie Eén tot het einde van het seizoen 1993-1994, toen de club degradeerde naar Divisie Twee. Aan het einde van het seizoen 1999-2000 degradeerden ze naar de Derde Divisie, nadat ze als laatste waren geëindigd in de Tweede Divisie. In 2002 werd Divisie Drie Divisie Twee na een reorganisatie van de competitie. In 2006 werd de divisie afgeschaft en sloot de club zich aan bij de Premier Division van de Spartan South Midlands League. Ze werden tweede in de Premier Division en wonnen de Challenge Trophy van de competitie in 2007-2008 met een 2-0 overwinning tegen Brimsdown Rovers, voordat ze in 2009-2010 opnieuw tweede werden. Ze wonnen vervolgens zowel de Challenge Trophy als de Premier Division in 2010-2011, waardoor ze promotie maakten naar Division One Central van de Southern League. Aan het einde van het seizoen 2017-2018 werd de club overgeplaatst naar de South Central Division van de Isthmian League.
De club degradeerde aan het einde van het seizoen 2021-2022 naar de Premier Division North van de Combined Counties League nadat ze een degradatie-play-off hadden verloren van Boldmere St Michaels. In het seizoen 2023-2024 eindigden ze als laatste in de Premier Division North en degradeerden ze naar Division One.

## Basis
De club speelde aanvankelijk op Gold Hill Common, voordat ze in 1949 verhuisden naar Mill Meadow (ook bekend als de Playing Fields) op Gravel Hill. In 1956 werden een tribune gebouwd en een klein terras achter een doel, dat later werd overdekt. Het terrein heeft een capaciteit van 4.500 zitplaatsen, waarvan 220 zitplaatsen en 120 overdekte zitplaatsen.

## Clubpersoneel
| Positie                 | Naam              |
| ----------------------- | ----------------- |
| Manager                 | Wayne Hiron       |
| Assistent Manager       | Colin Landeg      |
| Eerste elftalcoach      | Travis Zwartbaard |
| Keeperstrainer          | Kennedy Newbert   |
| Fysio                   | Bella Fulton      |
| Bron: Chalfont St Peter |                   |

## Eervolle vermeldingen
- Isthmian League
  - Kampioenen van de tweede divisie 1987-88
- Athenian League
  - Winnaars van de League Cup 1976-77, 1982-83
- Spartan League
  - Kampioenen van de tweede divisie 1975-76
- Spartaanse Zuid-Midlands League
  - Kampioenen Premier Division 2010-11
  - Winnaars Challenge Trophy 2007-08, 2010-11
- Berks & Bucks Intermediate Cup
  - Winnaars 1952-53, 1984-85
- Berks & Bucks Benevolent Cup
  - Winnaars 1964-65
- Wycombe Senior Cup
  - Winnaars 2006-07

## Records
- Hoogste positie in de competitie: 11e in de Isthmian League Division One, 1989-90, 1990-91
- Beste FA Cup- prestatie: derde kwalificatieronde, 1985-86, 1998-99, 2012-13, 2014-15
- Beste FA Trophy-prestatie: derde kwalificatieronde, 1989-1990, 1991-1992
- Beste FA Vase-prestatie: halve finales, 2008-09
- Recordaantal toeschouwers: 2.550 tegen Watford, vriendschappelijke wedstrijd, 1985
- Meeste doelpunten: Eddie Sedgwick (148)
- Grootste overwinning: 10-1 tegen Kentish Town, Spartan South Midlands League Premier Division, 23 december 2008
- Zwaarste nederlaag: 0-13 tegen Lewes, Isthmian League Division Three, 7 november 2000